# Ameles persa
Ameles persa — вид богомолов из рода Ameles. Азиатский вид, распространенный в Армении, Иране, Афганистане.

## Внешний вид и строение
Тело небольшое, самец в длину 2,9 см, самка — 2,5 см. Лобной склерит поперечный, часто с двумя вертикальными килями. Брюшко имаго самки загибается вверх. Самцы хрупкие, крылатые, длиной 3 см. Задние крылья самцов прозрачные, желтоватые, надкрылья полностью покрывают брюшко. Самки коренастые, брюшко расширено позади середины, крылья сильно укорочены.
Подобен близкому виду Ameles spallanzania, от которого отличается меньшей и более поперечной супраанальной пластинкой.

## Ареал
Распространен в Армении, Иране, Афганистане. В литературе упоминается, что вид встречается в Турции, но это нужно проверить.